# Lichanura orcutti
Espèce
Synonymes
- Lichanura simplex Stejneger, 1889

Statut CITES
Lichanura orcutti est une espèce de serpents de la famille des Boidae.

## Répartition
Cette espèce est endémique des États-Unis. Elle se rencontre en Californie et en Arizona.

## Étymologie
Cette espèce est nommée en l'honneur de Charles Russell Orcutt.

## Publication originale
- Stejneger, 1889 : Description of two new species of snakes from California. Proceedings of the United States National Museum, vol. 12, no 766, p. 95-99 (texte intégral).